# Prangos longistylis
Prangos longistylis är en växtart i släktet Prangos och familjen flockblommiga växter.
Arten är en perenn ört som förekommer i Turkiet. Den beskrevs som Ferulago longistylis av Pierre Edmond Boissier 1844, och fick sitt nu gällande namn av Michail Pimenov och Jevgenij Kljujkov 1997.